# Округ Полк (Небраска)
Округ Полк (енгл. Polk County) је округ у америчкој савезној држави Небраска.

## Демографија
По попису из 2010. године број становника је 5.406, што је 233 (-4,1%) становника мање него 2000. године.
| Група             | 2000.         | 2010.         |
| Белци             | 5.543 (98,3%) | 5.186 (95,9%) |
| Афроамериканци    | 1 (0,0%)      | 6 (0,1%)      |
| Азијати           | 5 (0,1%)      | 6 (0,1%)      |
| Хиспаноамериканци | 61 (1,1%)     | 156 (2,9%)    |
| Укупно            | 5.639         | 5.406         |